# Praga 13
Praga 13 è un quartiere municipale che comprende una porzione estesa della Katastralgemeinde, chiamata Stodůlky, e le altre suddivisioni territoriali come Jinonice, Třebonice e Řeporyje. Si trova nel distretto urbano di Praga 5, più specificamente, a sud-ovest della città, nelle vicinanze dell'uscita autostradale D5. La maggior parte della città è costituita dal quartiere residenziale di Jihozápadní Město.

## Distretto amministrativo di Praga 13
L'ufficio del quartiere municipale Praga 13 si occupa, tra l'altro, della corretta esecuzione delle attività amministrative statali.

## Storia
La città di Praga è composta dal territorio di questo quartiere sin dal 1974. Per quello che riguarda l'aspetto geografico, si tratta di una protuberanza tra le valli Motolské, Prokopské e Daleiské, segmentata intorno al ruscello Procopiano. I villaggi storici, come Stodůlky, Velká Ohrada, Malá Ohrada e Třebonice, formavano l'unità nell'ambito del distretto municipale di Praga 5, sotto la denominazione di Stodůlky, per molto tempo. Oggi, si tratta di una parte urbana autonoma di Praga 13. Le aree protette delle valli Prokopské e Daleiské fanno di questo territorio una località interessante da un punto di vista geografico. Per esempio, una parte della valle Prokopské è costituita da un vulcano sottomarino dell'Era Primaria.
La datazione delle prime tracce degli insediamenti umani in questa località risalgono a 20.000 anni fa, all'epoca dell'ultimo periodo glaciale. Le ultime scoperte nella caverna di Santo Procopio hanno dimostrato questa presenza umana. Nei nostri giorni, già si sa con certezza che la popolazione di questa parte di Praga era molto densa. Altre scoperte hanno avuto luogo con l'apparire dei risultati dell'indagine archeologica, intrapresa tra gli anni 1978-1987, durante la costruzione di un quartiere residenziale. In aggiunta a quanto già detto, l'indagine ha messo in luce che in questo luogo si trovavano anche più di 60 antichi sepolcri, caratteristici per la cultura di Unetice. La scoperta di questa necropoli, che è inoltre la quarta più grande in Europa, ne ha, naturalmente, reso possibili altre, come, per esempio, quella degli orecchini d'oro, degli aghi, dei braccialetti, delle asce di guerra e dei coltelli con lame triangolari.
Praga 13 si è sviluppata nel luogo, dove, anteriormente, erano localizzati molti villaggi ed antichi insediamenti come Nové Butovice, Stodůlky, Lužiny, Velká Ohrada, Malá Ohrada e Třebonice.

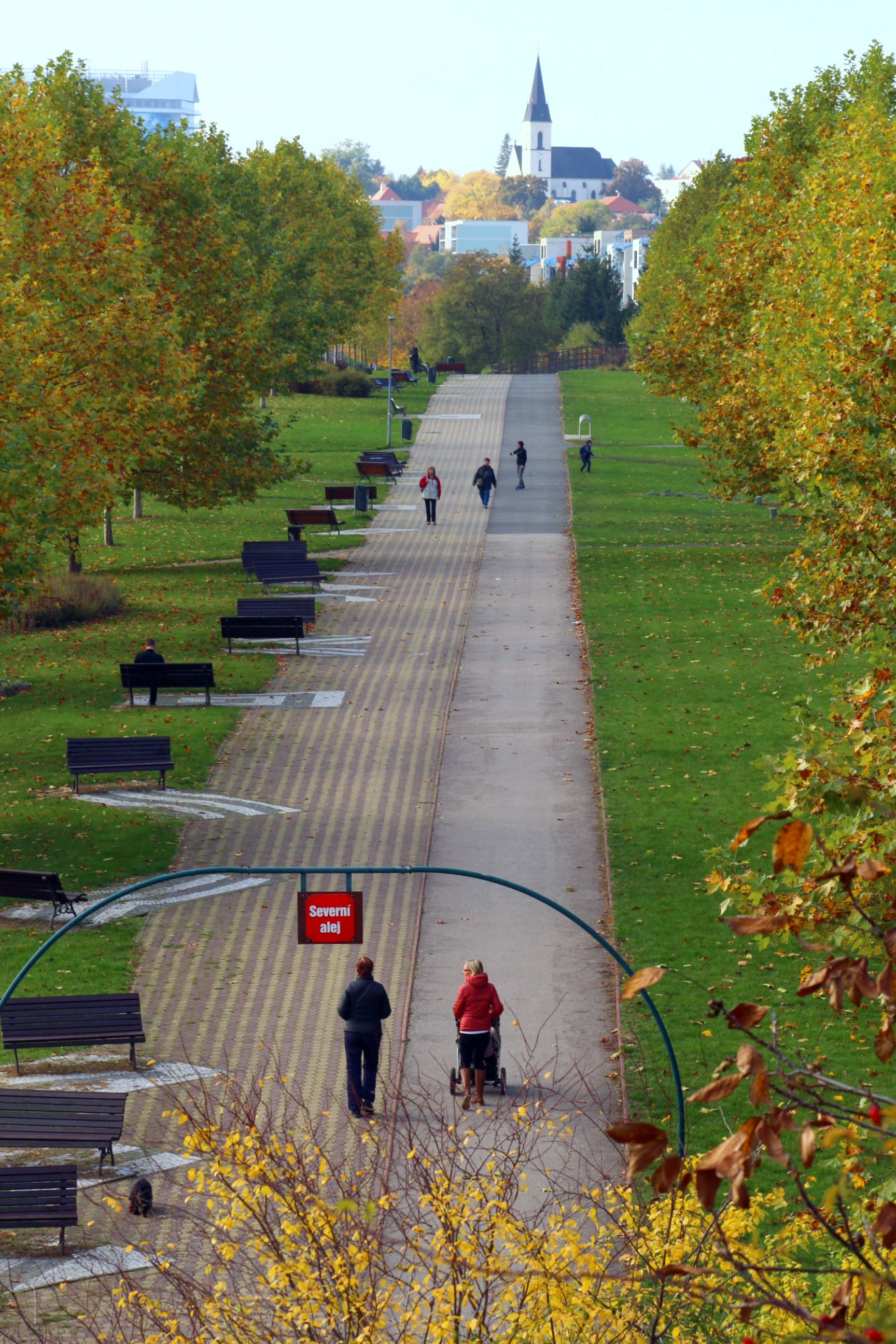
Il parco centrale - Sullo sfondo la Chiesa di San Giacomo
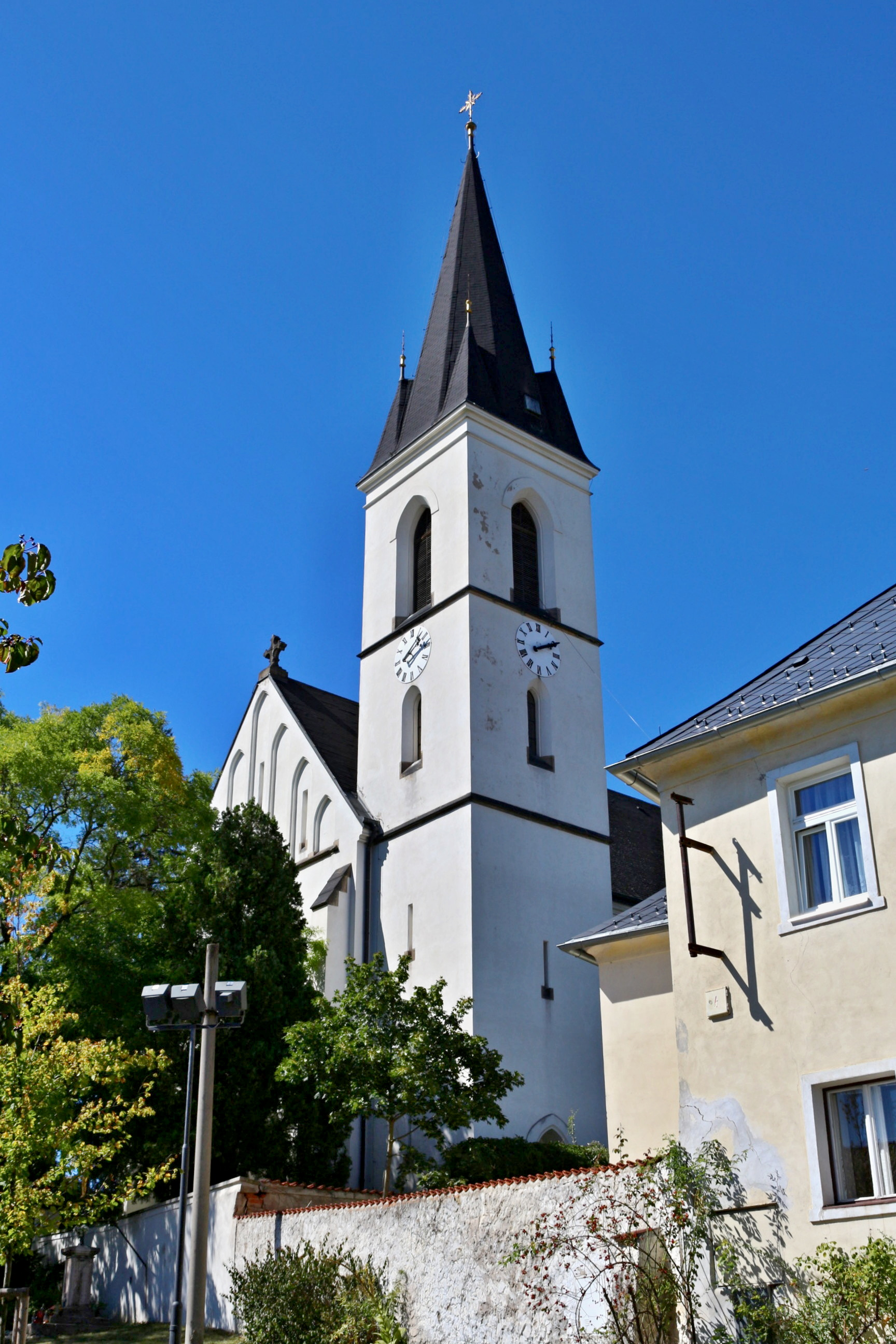
La Chiesa di San Giacomo a Stodůlky
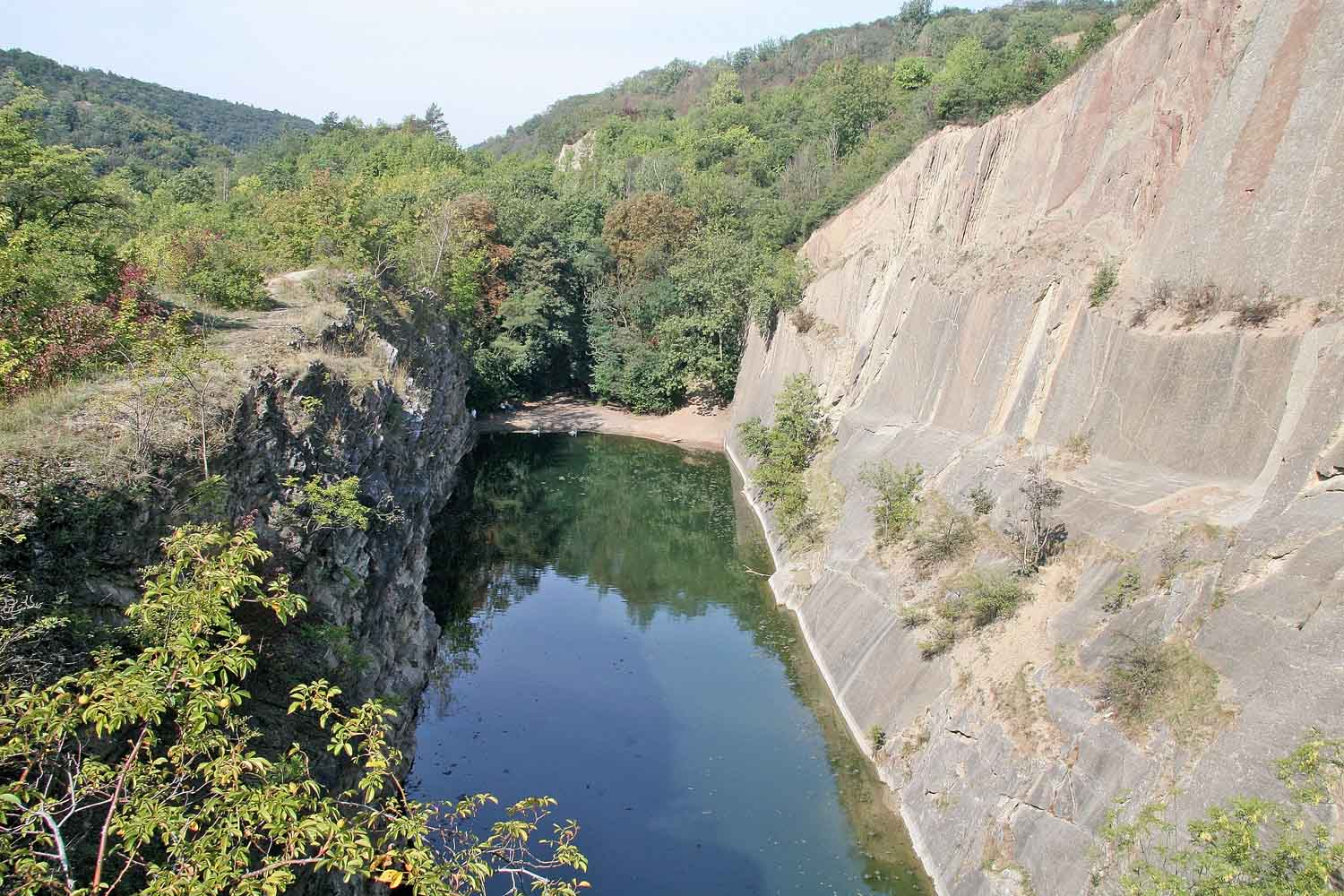
Il lago nella valle Procopiana
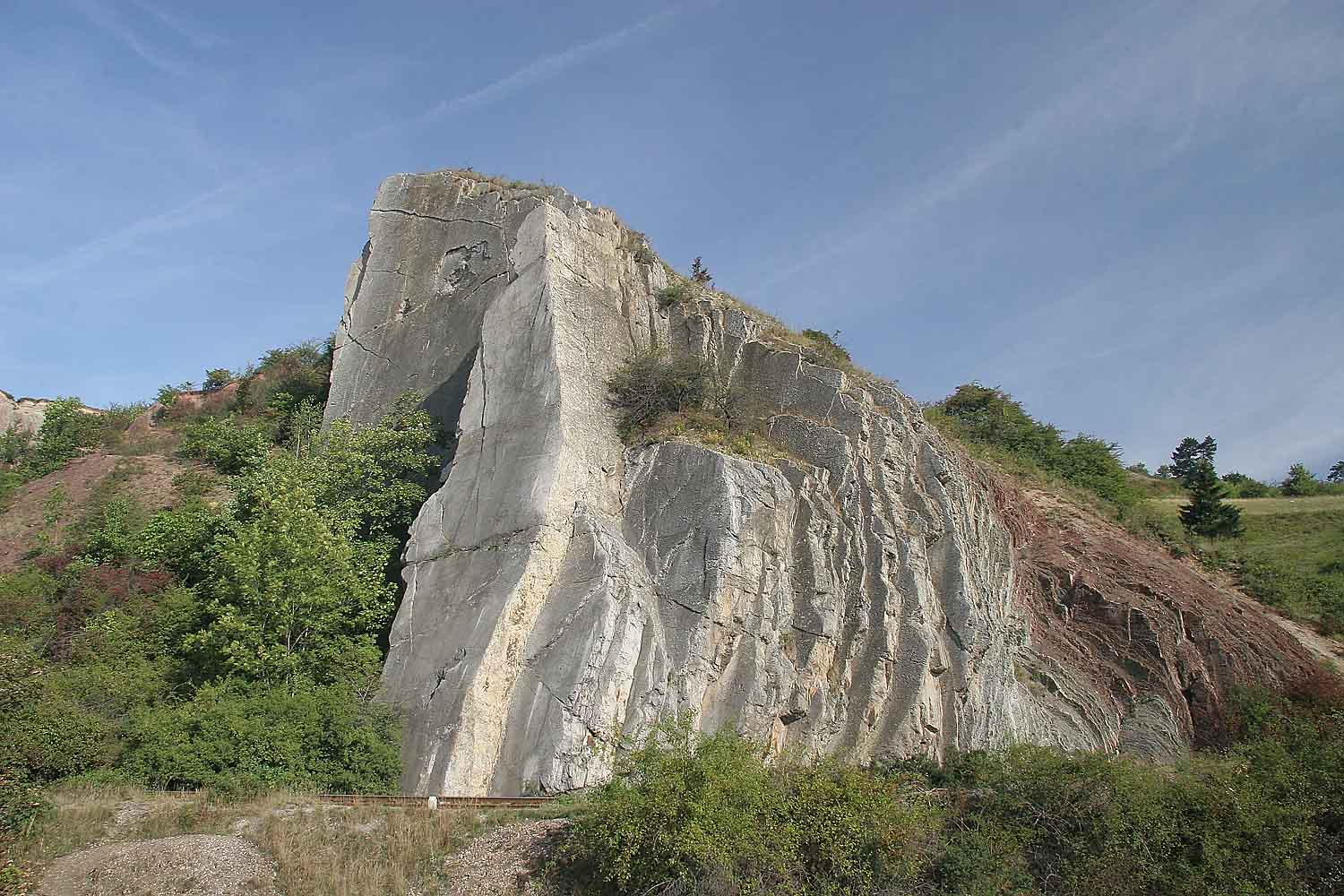
La Roccia della valle Procopiana

## L'epoca attuale
Lo sviluppo di Praga 13 ha iniziato simultaneamente con la costruzione della linea B della metropolitana nell'anno 1994. La crescita del quartiere è velocissima. Grazie alla sua posizione geografica ed alla prossimità del centro urbano, è proprio qui che si costruiscono nuovi edifici economici, ipermercati e centri commerciali di Praga. A parte ciò, emergono anche i nuovi edifici amministrativi.
Dall'anno 2008 si prolunga la costruzione di un nuovo quartiere municipale, chiamato Západní Město, nelle località di Stodůlky e Třebonice ad ovest della stazione della metro Stodůlky.
Nella parlata locale, questo distretto di Praga è chiamato a volte "La città, dove il sole va a dormire".

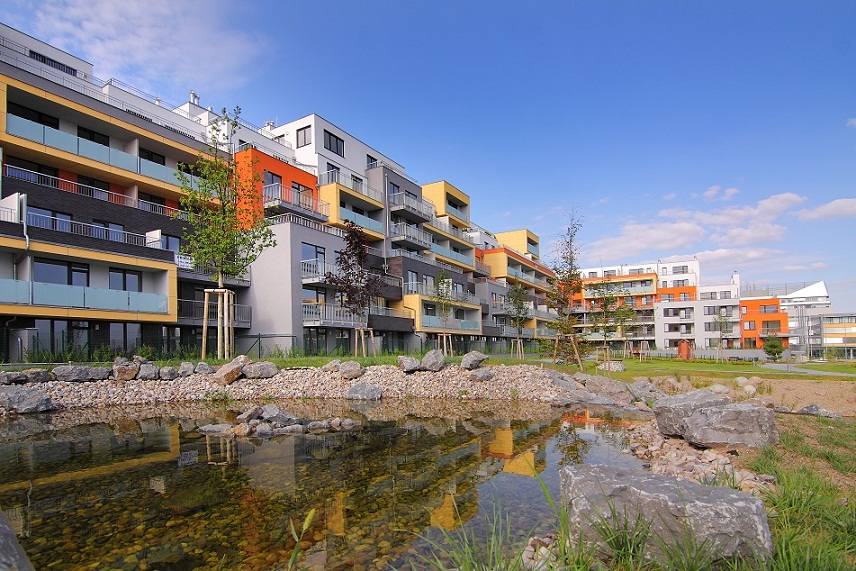
Le residenze nel Quartiere Britannico
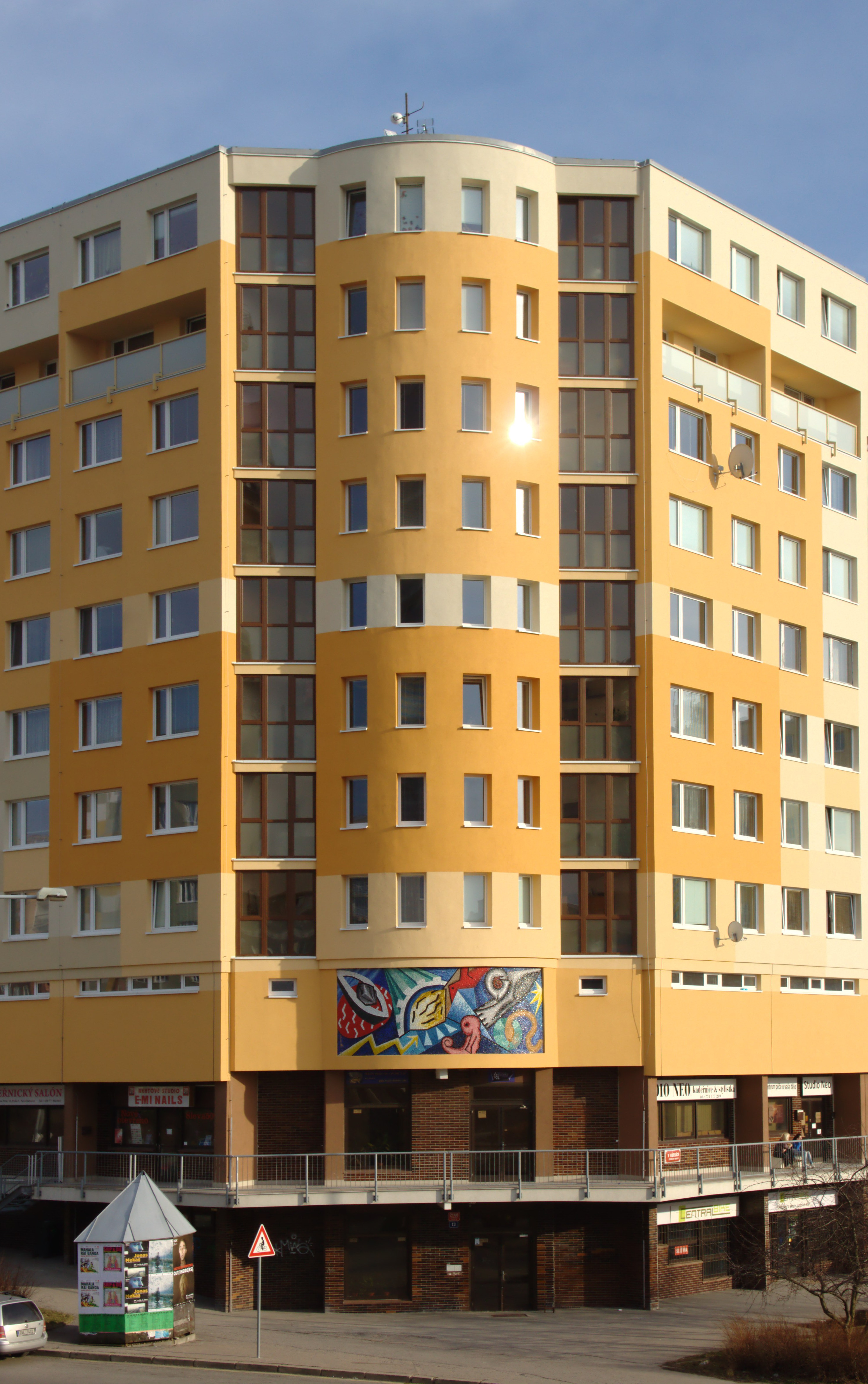
Il Quartiere residenziale
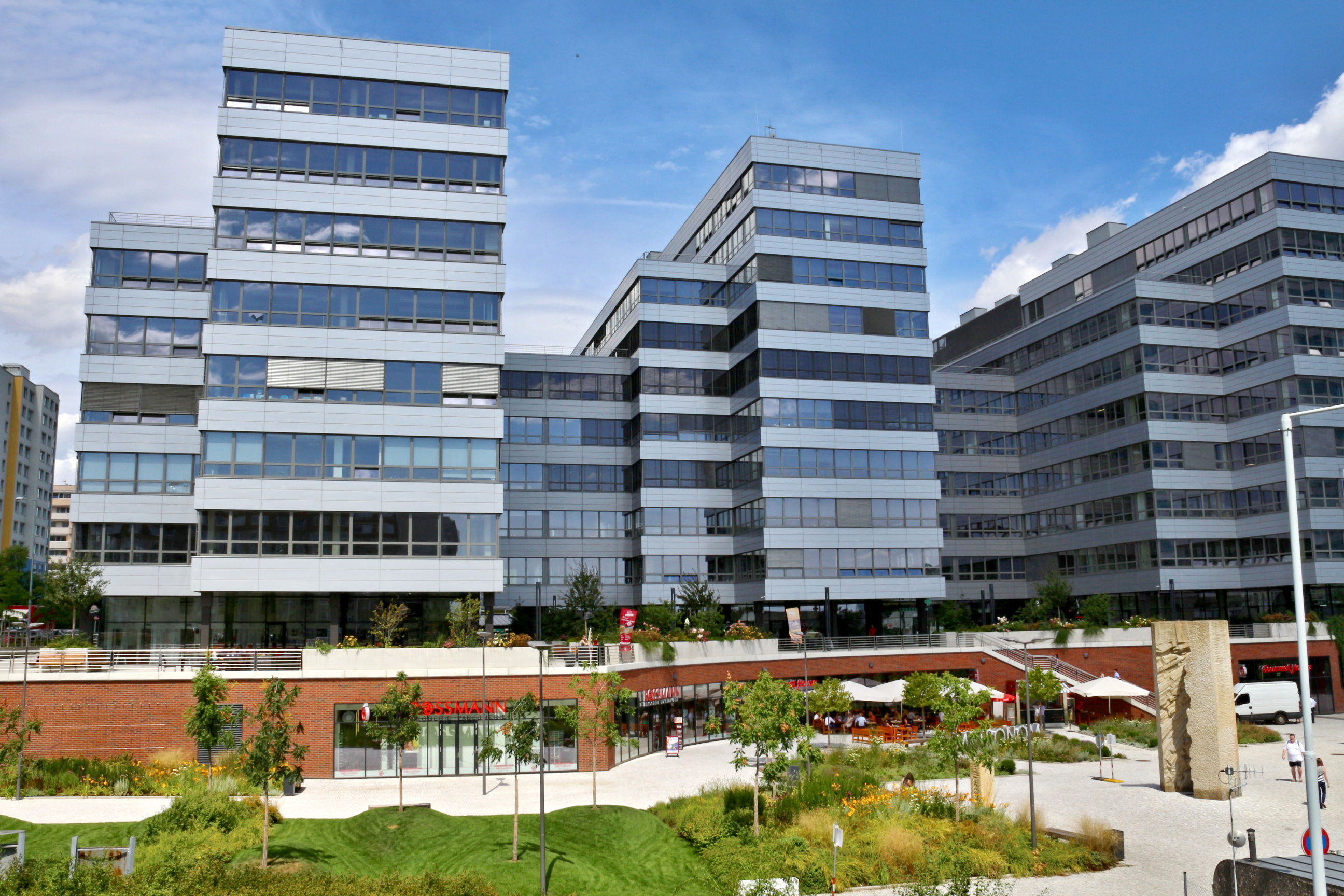
Metronom Business Center a Nové Butovice
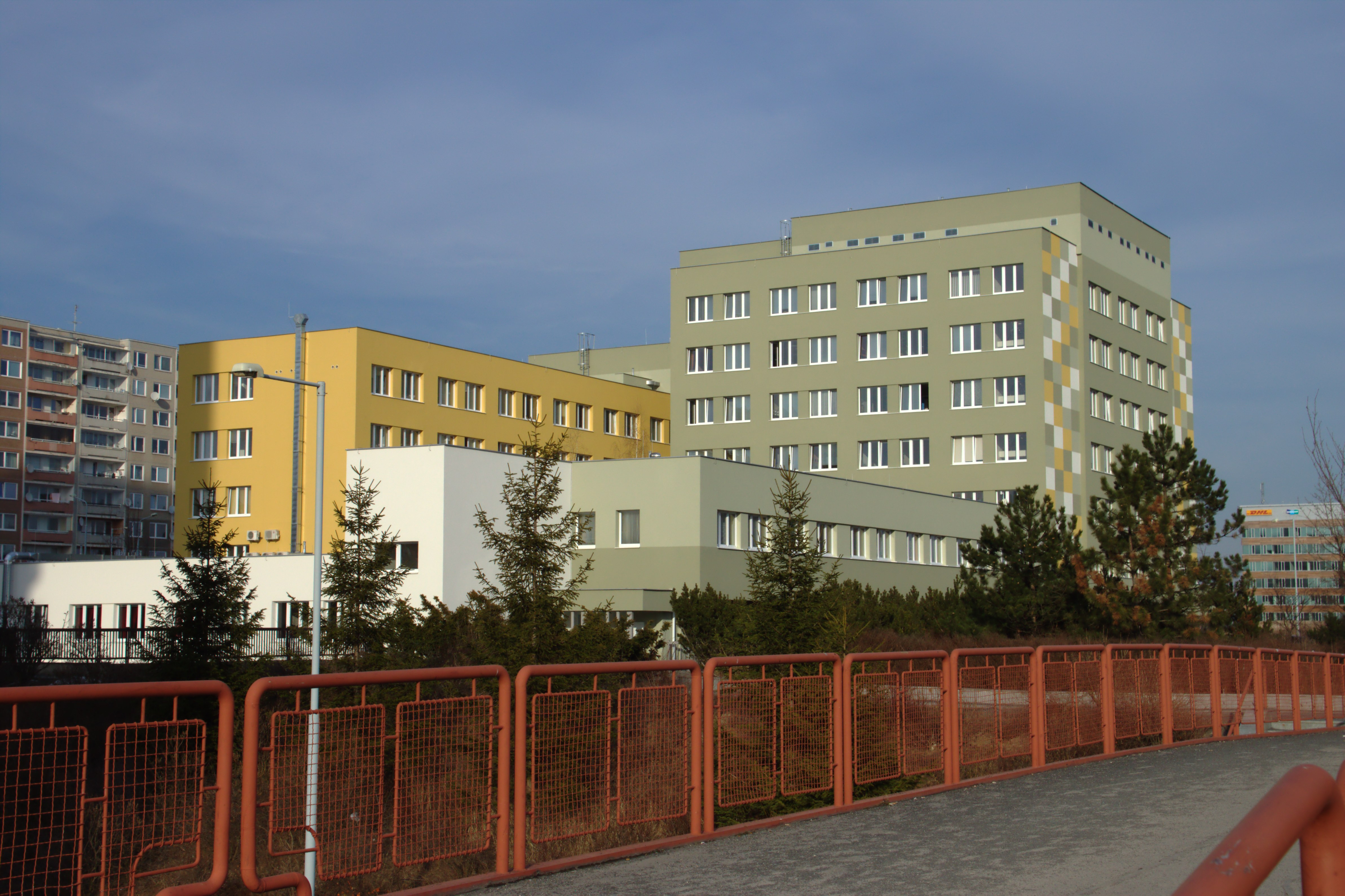
La clinica di "Lípa"
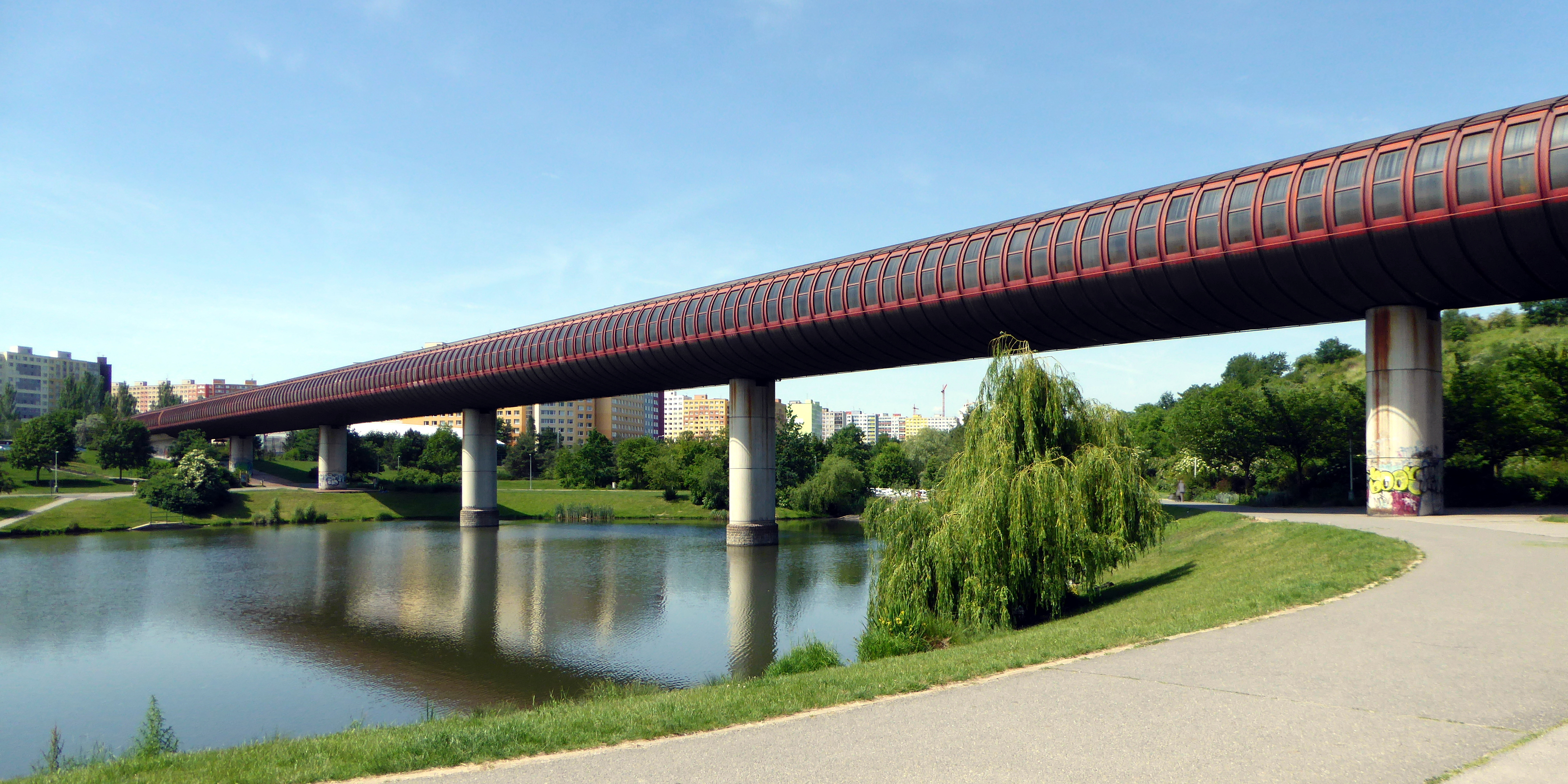
Il tubo della metropolitana
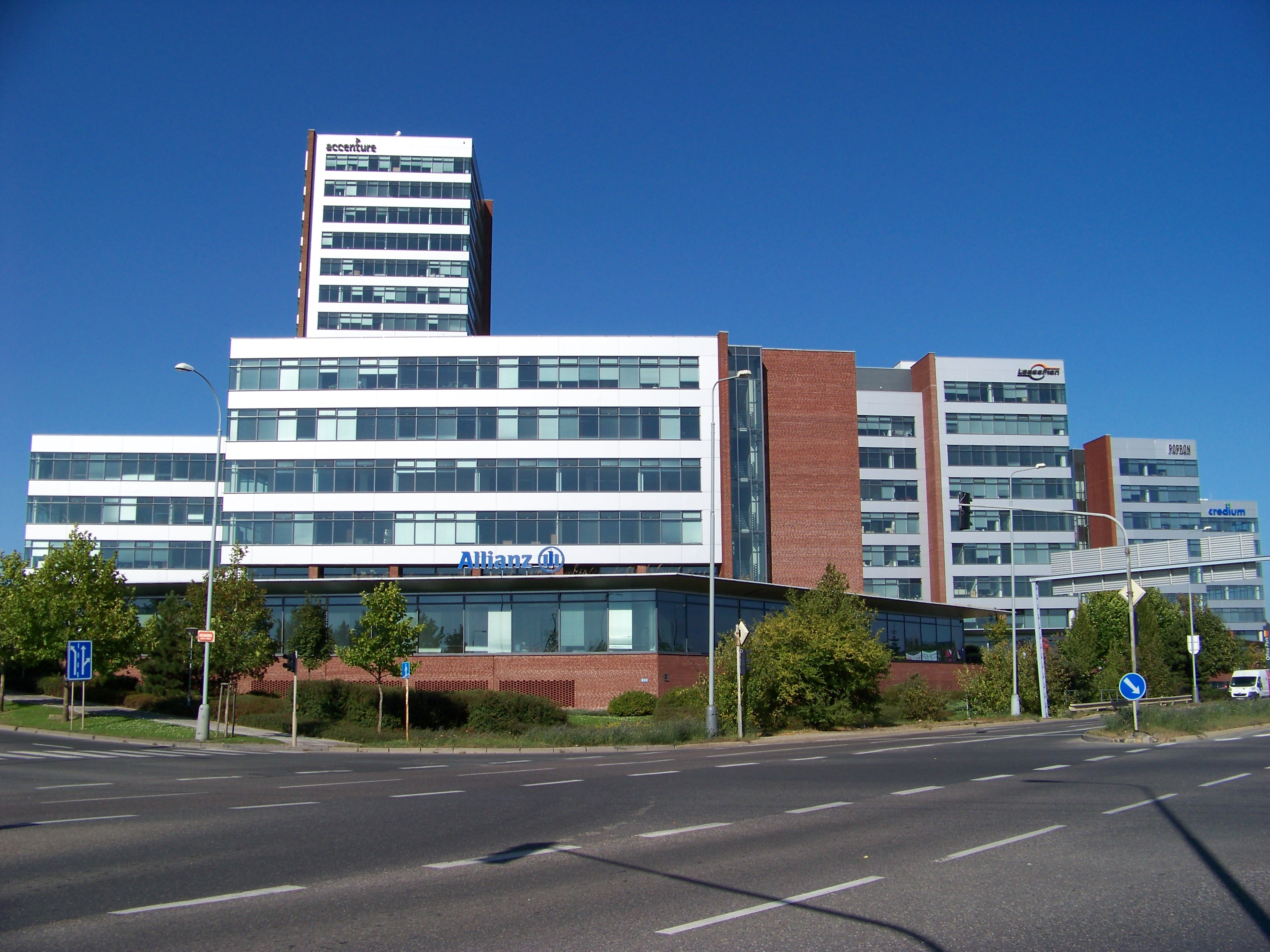
Office Park a Nové butovice
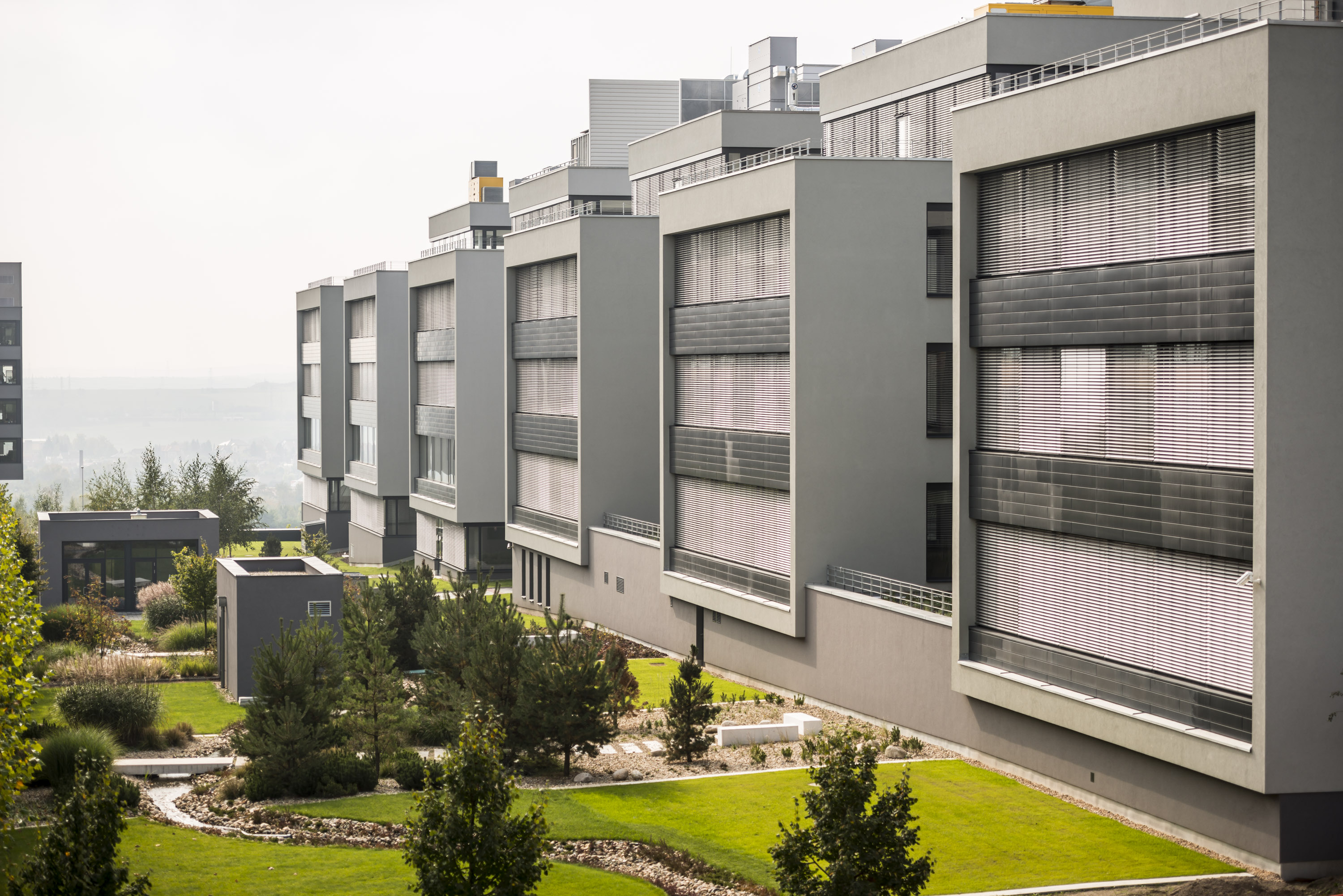
Edifici amministrativi nel Quartiere Britannico
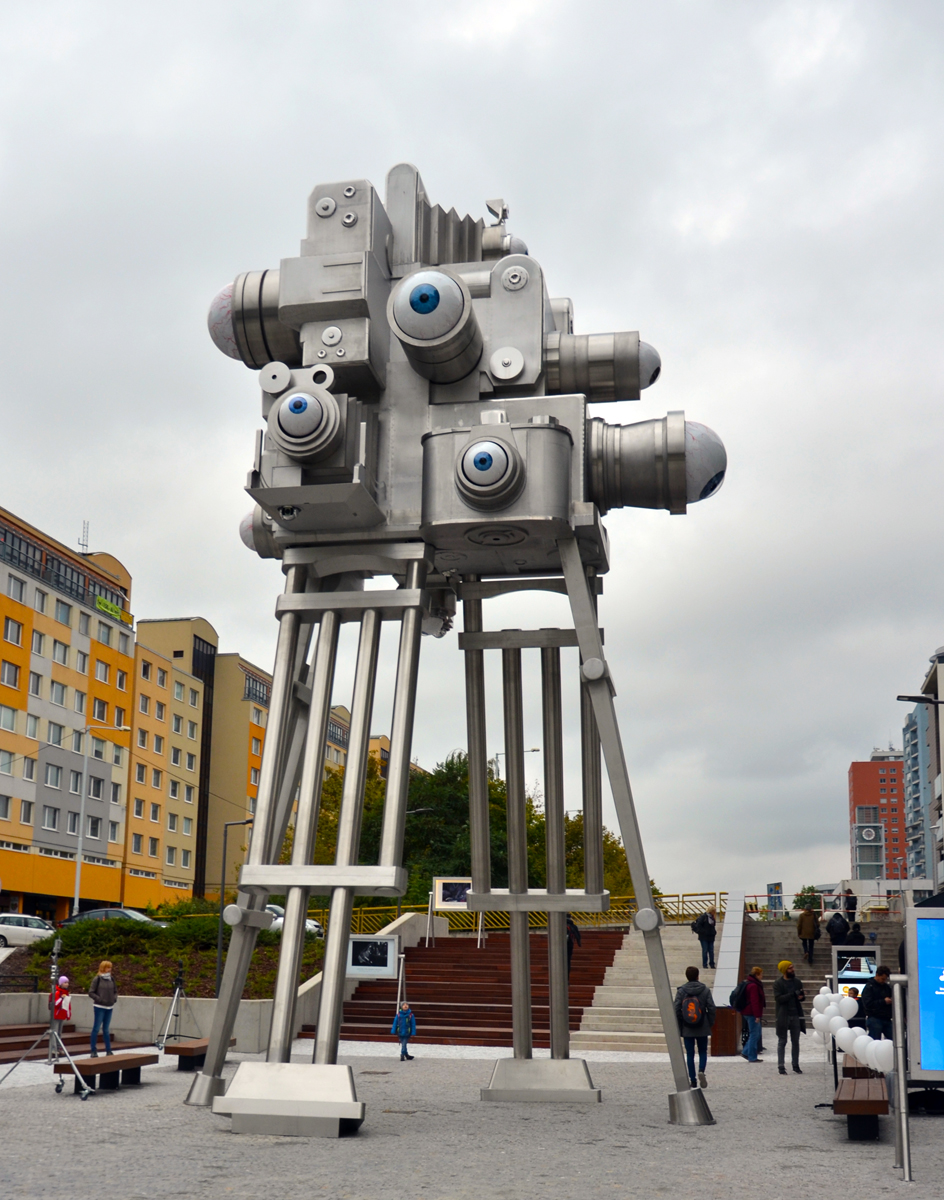
La statua "Trifot" a Nové Butovice